# Habermann
Pour les articles homonymes, voir Habermann (homonymie).
Pour plus de détails, voir Fiche technique et Distribution.
Habermann (Habermannův mlýn) est un film dramatique germano-tchèque réalisé par Juraj Herz en 2010.

## Synopsis
L'action se passe dans le village de Bludov dans les Sudètes, entre 1938 et 1945. L'histoire s'inspire de la vie d'Hubert Habermann, qui a vraiment existé, un meunier allemand qui parlait tchèque et qui vivait en Moravie.

## Fiche technique
- Titre : Habermann
- Titre original : Habermannův mlýn
- Réalisation : Juraj Herz
- Scénario : Wolfgang Limmer, Juraj Herz et Jan Drbohlav, d'après le roman Habermanns Mühle de Josef Urban
- Musique : Elia Cmiral
- Photographie : Alexander Surkala
- Montage : Melanie Werwie
- Production : Karel Dirka, Jan Kudela et Pavel Nový
- Société de production : Art Oko Film, KN Filmcompany, Entertainment Value Associates, Wega Film, ApolloMedia Distribution, Werner Herzog Filmproduktion et TV Nova
- Pays :  Allemagne,  Tchéquie et  Autriche
- Genre : Drame, romance et guerre
- Durée : 104 minutes
- Dates de sortie : 
  -  Tchéquie : 7 octobre 2010

## Distribution
- Mark Waschke : August Habermann
- Karel Roden : Jan Brezina
- Ben Becker : Koslowski
- Hannah Herzsprung : Jana Habermann
- Wilson Gonzalez Ochsenknecht : Hans Habermann
- Franziska Weisz : Martha Brezina
- Erika Guntherova : une fille du village
- Andrej Hryc : Hartel
- Zuzana Kronerová : Eliska